# Sant Salvador de Casa Fumàs
Sant Salvador de Casa Fumàs és una capella romànica annexa a Casa Fumàs (o Mas Fumàs, segons alguns autors), del poble de Claramunt, de l'antic terme municipal Fígols de Tremp, integrat actualment en el de Tremp, de la comarca del Pallars Jussà. També estava dedicada a santa Anna.
Església romànica d'una sola nau amb absis semicircular a llevant. Té ornamentació d'arcuacions llombardes, a l'absis.